# Yes It Is
Yes It Is is een lied dat in 1965 door de Britse popgroep The Beatles werd uitgebracht op de B-kant van hun single Ticket to Ride. Het nummer werd geschreven door John Lennon met hulp van Paul McCartney. Yes It Is werd door The Beatles niet op een van hun reguliere albums uitgebracht, maar verscheen later wel op de compilatiealbums Rarities, Past Masters, Volume One en Anthology 2.

## Achtergrond
The Beatles zongen in hun beginperiode tijdens hun optredens regelmatig het lied To know him, is to love him van The Teddy Bears in driestemmig close harmony. Toen ze hun eigen nummers gingen schrijven, probeerden ze soms ook dergelijke meerstemmige nummers te schrijven, zoals This Boy (uitgebracht als B-kant van I Want to Hold Your Hand) en If I Fell (uitgebracht op A Hard Day's Night). Volgens John Lennon is Yes It Is een mislukte poging om This Boy te herschrijven. Paul McCartney herinnert zich dat hij en Lennon het nummer schreven in Lennons huis in Weybridge. Volgens McCartney kwam de inspiratie voor het nummer van Lennon, maar hielp hij bij het vervolmaken van het nummer. In tegenstelling tot Lennon is McCartney wel vol lof over het nummer.

## Opnamen
Yes It Is werd door The Beatles op 16 februari 1965 opgenomen in de Abbey Road Studios in Londen. Die dag namen The Beatles ook het door George Harrison geschreven I Need You op. Zowel I Need You als Yes It Is bevatten het kenmerkende geluid van een gitaar met effectpedaal. The Beatles namen 14 takes van het nummer op. Daarna besteedden ze nog eens drie uur aan het opnemen van de driestemmige zangpartij.

## Release
Yes It Is werd in Groot-Brittannië en de Verenigde Staten op respectievelijk 9 april en 19 april 1965 uitgebracht op de B-kant van Ticket to Ride. In de Verenigde Staten werd het nummer op 14 juni 1965 door Capitol uitgebracht op het album Beatles VI. Het nummer verscheen in 1978 op het compilatiealbum Rarities en in 1988 op het compilatiealbum Past Masters, Volume One. In 1996 verscheen een combinatie van take 2 en take 14 van het nummer op Anthology 2.

## Credits
- John Lennon - zang, akoestische gitaar
- Paul McCartney - zang, basgitaar
- George Harrison - zang, leadgitaar
- Ringo Starr - drums, tamboerijn